# Seinen
El seinen (青年?  lit. «adultez») es un género de manga japonés dirigidos principalmente a un público masculino adulto, aunque también cuenta con seguidores de género femenino y de diversas edades. A diferencia del manga shōnen, que se enfoca en adolescentes y presenta tramas más orientadas a la acción y aventura, el manga seinen aborda temas más profundos y complejos. Estos pueden incluir drama, romance, ciencia ficción, fantasía, historia, política, filosofía y exploración psicológica. En japonés, la palabra seinen significa literalmente "juventud", pero el término "seinen manga" también es usado para describir las audiencias de revistas como Shūkan Young Jump o Young Magazine, las cuales específicamente apuntan hacia intereses masculinos, y son dirigidos a adolescentes mayores y adultos jóvenes. Al igual que el manga shōnen, éste cubre un amplio número de temáticas, aunque ciertos temas sexuales son algo más prevalentes en el seinen.
El manga seinen se caracteriza por su enfoque realista, su representación más cruda y su temática madura. Los personajes suelen ser más complejos, con historias que exploran la psicología humana y los dilemas morales. Además, el estilo artístico puede variar ampliamente, desde un enfoque detallado y realista hasta un estilo más estilizado y expresivo. Otra característica distintiva del manga seinen es su disposición a abordar temas controvertidos y tabúes sociales. Estos pueden incluir violencia explícita, sexualidad, crítica social y política, así como exploraciones profundas de la condición humana. Esta franqueza y madurez temática a menudo atraen a lectores que buscan una narrativa más desafiante y reflexiva.
Cabe destacar que el manga seinen no se delimita por la explicitud de su contenido. Dentro de esta demografía también se encuentran los manga iyashikei, del género slice of life, que se creó específicamente para hombres japoneses estresados debido a las estrictas condiciones laborales de Japón.
Una forma común de identificar a un manga seinen es observando si este contiene furigana sobre el texto original kanji. La carencia de furigana puede indicar que el texto está dirigido a una audiencia adulta.
Algunos mangas exponentes del seinen son: Berserk, Steel Ball Run y JoJolion, K-On!, Gantz, Vagabond, Monster, Prison School, BLAME!, Vinland Saga, Kingdom, Innocent, Yuru Camp△, Hidamari Sketch, One Punch Man, Kaguya-sama wa Kokurasetai: Tensai-tachi no Ren'ai Zunōsen, Non Non Biyori, Oyasumi Punpun, Homunculus, Oshi no Ko y Tokyo Ghoul.
Aunque Seinen es un término utilizado en la clasificación general del manga y anime, no es absoluto ya que hay obras Shonen que cumplen los requisitos para serlo o tener momentos adultos, como lo es Naruto por la temática en tiempo de guerra, Detective Conan por la temática de casos policiales y otras más recientes como lo son Rent-a-Girlfriend, 100-nin-Kanojo, Girlfriend-Girlfriend que aunque son comedias románticas no están pensadas para un público adolescente sino adulto.
Debe tenerse presente que tanto los adultos, hombre o mujer, consumen cualquiera de los géneros mencionados, por lo que la descripción es una orientación inicial pero no una definitiva de quienes disfrutan y/o compran las diferentes producciones con los subproductos relacionados.